# Bad Dürrenberg
Bad Dürrenberg település Németországban, azon belül Szász-Anhalt tartományban. Lakosainak száma 11 801 fő (2023. december 31.). Bad Dürrenberg Lützen és Markranstädt községekkel határos.

## Népesség
A település népességének változása:
| Lakosok száma | 11 763 | 11 745 | 11 643 | 11 389 | 11 752 | 11 801 |
|               | 2015   | 2017   | 2019   | 2021   | 2022   | 2023   |